# فرد هاوکینز
فر	د هاوکینز (انگلیسی: Fred Hawkins؛ زادهٔ ۳ سپتامبر ۱۹۲۳ - درگذشته ۶ دسامبر ۲۰۱۴) یک گلف‌باز اهل ایالات متحده آمریکا بود.